# Mikluchomaklaia buergersi
Mikluchomaklaia buergersi är en insektsart som beskrevs av Andrej Vasiljevitj Gorochov 1996. Mikluchomaklaia buergersi ingår i släktet Mikluchomaklaia och familjen syrsor. Inga underarter finns listade i Catalogue of Life.